# Coenobita pseudorugosus
Coenobita pseudorugosus is een tienpotigensoort uit de familie van de Coenobitidae. De wetenschappelijke naam van de soort is voor het eerst geldig gepubliceerd in 1988 door Nakasone.